# 3185 Clintford
3185 Clintford (1953 VY1) là một tiểu hành tinh vành đai chính được phát hiện ngày 11 tháng 11 năm 1953 bởi Đài thiên văn Goethe Link ở Brooklyn.